# Todd Stashwick
Todd Stashwick (Chicago, 16 oktober 1968) is een Amerikaans acteur.

## Biografie
Stashwick doorliep de high school aan de Hoffman Estates High School in Hoffman Estates. Hierna ging hij studeren aan de Illinois State University in Normal (Illinois). Na zijn studie begon hij met acteren in lokale theaters en verhuisde naar New York voor het acteren in films en televisieseries.
Stashwick is vanaf 1997 getrouwd en heeft hieruit twee kinderen. 

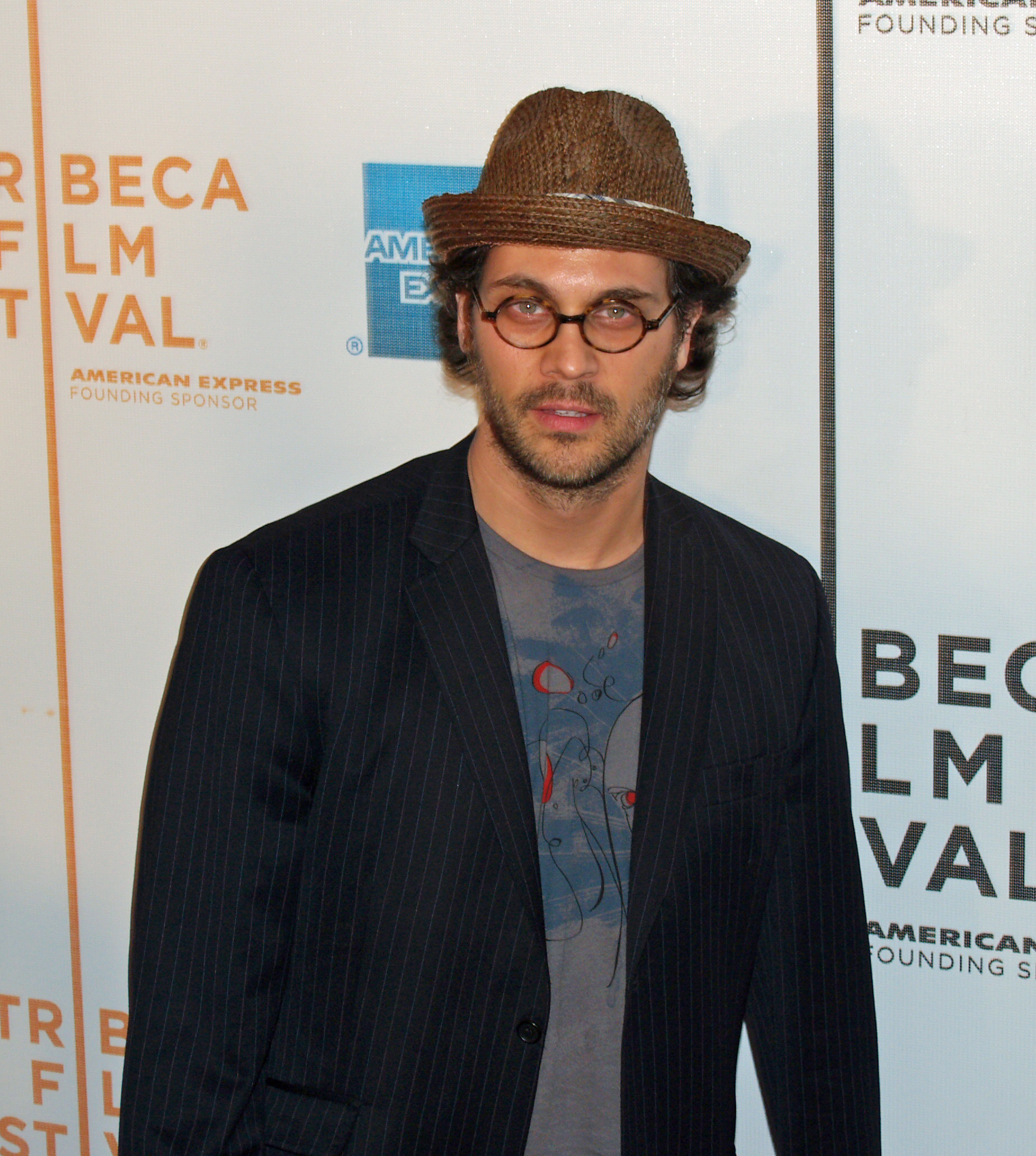
Todd Stashwick in 2007

## Filmografie

### Films
Uitgezonderd korte films.
- 2025 The Accountant 2 - als advocaat van Tomas
- 2022 Vide Noir - als Z'Oiseau
- 2021 Violet - als Rick
- 2020 Love, Weddings & Other Disasters - als Zhopa
- 2020 Think Like a Dog - als Henry (Stem)
- 2020 The Way Back - als Kurt
- 2019 Kim Possible - als dr. Drakken
- 2017 Wild Honey - als Vince
- 2016 Tom & Jerry: Back to Oz - als The Cowardly Lion / Zeke (stemmen)
- 2016 12 Monkeys: Recap/Finale - als Deacon
- 2014 Mockingbird - als Tom
- 2013 April Apocalypse – als de priester
- 2013 Cinnamon Girl - als Dean Vonn
- 2012 Letting Go – als Matheson
- 2012 Grassroots – als Nick Richochet
- 2012 How to Cheat on Your Wife – als Taylor Swift
- 2011 Tom and Jerry & The Wizard of Oz – als de laffe leeuw (stem)
- 2011 Phineas and Ferb the Movie: Across the 2nd Dimension – als toegevoegde stemmen
- 2010 Friendship! – als Darryl
- 2010 To Be Friends – als Him
- 2009 The Karenskys – als kleine Max Karensky
- 2008 Surfer, Dude – als Vic Hayes
- 2007 The Air I Breathe – als Frank
- 2007 Live! – als Dave
- 2006 You, Me and Dupree – als Tony
- 2006 Community Service – als Kirk
- 2004 Stuck in the Suburbs – als Len
- 2004 Along Came Polly – als beveiligingsmedewerker
- 2003 Welcome to the Jungle – als Quadrant manager
- 2003 These Guys – als Carl
- 2002 L.A.X. – als Gruber
- 2002 Scream at the Sound of the Beep – als Romero
- 2001 Close to Home – als Jerome
- 1999 Lucid Days in Hell – als Max
- 1998 Whacked – als Franky

### Televisieseries
Uitgezonderd eenmalige gastrollen.
- 2023 The Last Thing He Told Me - als Avett Thompson - 3 afl.
- 2023 Star Trek: Picard - als kapitein Liam Shaw - 10 afl.
- 2021 9-1-1: Lone Star - als Dennis Raymond - 2 afl.
- 2019-2020 S.W.A.T. - als Teague Nolan - 3 afl.
- 2019 Mayans M.C. - als Pollen - 2 afl.
- 2018 Strange Angel - als Marvel Parsons - 2 afl.
- 2015-2018 12 Monkeys - als Deacon - 35 afl.
- 2014-2015 Teen Wolf - als mr. Tate - 3 afl.
- 2013-2014 The Originals - als Priest Kieran - 12 afl.
- 2012-2013 The Exes – als Grant – 2 afl.
- 2011-2012 Phineas and Ferb - als stem - 5 afl.
- 2012 Justified – als Ash Murphy – 4 afl.
- 2007-2011 Burn Notice – als Carmelo Dante – 2 afl.
- 2011 Men of a Certain Age – als Kevin Scarpulla – 4 afl.
- 2011 Better with You – als Miles – 2 afl.
- 2010-2011 Detroit 1-8-7 – als Henry Malloy – 2 afl.
- 2010 $h*! My Dad Says – als Dickey Todd – 2 afl.
- 2009-2010 Heroes – als Eli – 6 afl.
- 2009 Curb Your Enthusiasm – als Sandy Goodman – 2 afl.
- 2007-2008 The Riches – als Dale Malloy – 20 afl.
- 2005-2007 Weeds – als beveiliger – 2 afl.
- 2006-2007 The War at Home – als Jeff – 4 afl.
- 2005-2006 Still Standing – als Kyle Polsky – 4 afl.
- 2005 Rodney – als Kirk – 2 afl.
- 2003 The Guardian – als Jed Tobin – 2 afl.
- 2002-2003 American Dreams – als ?? – 4 afl.
- 2002 MDs – als Ribeye – 3 afl.

- Gemeinsame Normdatei: 1062059247
- International Standard Name Identifier: 0000 0001 1910 8124
- Library of Congress Control Number: no2011063570
- Virtual International Authority File: 170264860
- WorldCat: E39PBJx8D79rCVc4Q33rytQpfq